# История почты и почтовых марок Тете

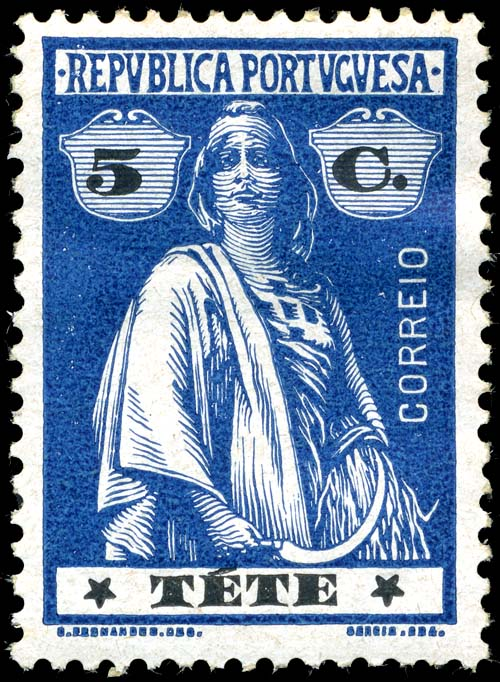
Почтовая марка Тете номиналом 5 сентаво из выпуска «Жница», 1914 г.

В 1913 и 1914 годах Португалия выпускала почтовые марки специально для провинции Тете, ныне в составе Мозамбика.

## 1913 год
В 1913 году были выпущены почтовые марки, представлявшие собой почтовые марки из португальского выпуска «Васко да Гама» 1898 года с надпечаткой текста порт. «Republica / Tete» («Республика / Тете») и нового номинала в сентаво. На каждой из восьми почтовых марок Макао, Португальской Африки и Тимора были сделаны надпечатки, при этом всего были выпущены 24 марки.

## 1914 год
Эмитированный в 1914 году омнибусный выпуск «Жница» Португалии включал марки 16 номиналов для Тете: от 1/4 сентаво до одного эскудо.
Впоследствии на Тете снова начали использоваться почтовые марки Мозамбика.

## Коллекционирование
Хотя почтовые марки Тете не являются раритетами — ни одна из них не обойдётся коллекционеру дороже 10 долларов США, действительно прошедшие почту экземпляры найти сложнее, и они стоят примерно на 50-100 % дороже, чем негашеные марки.